# 1915 en Suisse
Chronologie de la Suisse
- 1911
- 1912
- 1913
- 1914
- 1915
- 1916
- 1917
- 1918
- 1919

Chronologie de la Suisse
1914 en Suisse - 1915 en Suisse - 1916 en Suisse

## Gouvernement au1erjanvier 1915
- Conseil fédéral:[1]
  - Giuseppe Motta PDC, président de la Confédération
  - Camille Decoppet PRD, vice-président de la Confédération
  - Edmund Schulthess PRD
  - Felix-Louis Calonder PRD
  - Arthur Hoffmann PRD
  - Ludwig Forrer PRD
  - Eduard Müller PRD

## Évènements
Samedi 9 janvier 
- Une décision du Conseil fédéral attribue à la Confédération le monopole de l'importation de céréales, de farine et de produits de fourrage.

 Lundi 15 mars 
- Tumulte de Fribourg. Des manifestants s’insurgent violemment contre le fait que les trains transportant des blessés et des évacués français ne s'arrêtent plus gare de Fribourg.

 Samedi 10 avril 
- Le Comité international olympique s’installe à Lausanne.

 Vendredi 7 mai 
- À l’Université de Genève, un professeur de biologie d’origine française, Pierre Kennel, de confession mennonite, est licencié pour avoir refusé de répondre à l'appel des armes.

 Dimanche 16 mai 
- Inauguration du tunnel ferroviaire du Mont-d’Or, entre Vallorbe (VD) et Frasne (F), d’une longueur de 6 km.

 Dimanche 6 juin 
- Votations fédérales. Le peuple approuve, par 452 117 oui (94,3 %) contre 27 461 non (5,7 %), l’article constitutionnel en vue de la perception d'un impôt de guerre non renouvelable.

 Samedi 19 juin 
- Inauguration du Lausanne Palace, l'un des fleurons de l'hôtellerie suisse.

 Lundi 21 juin 
- La Sagne (NE) accueille le général Ulrich Wille, dont l’un des ancêtres fut maître-cordonnier dans la commune.

 Vendredi 2 juillet 
- Dans le but de ne pas compromettre la neutralité de la Suisse, un décret du Conseil fédéral interdit l’insulte de peuples, de chefs d’État ou de gouvernements étrangers.

 Mardi 27 juillet 
- Le Conseil fédéral institue une commission de presse dont la tâche vise à interdire des publications de nature à compromettre la neutralité suisse.

 Mardi 17 août 
- À Dietikon (ZH), un train direct heurte un train régional à l’arrêt. Six personnes sont tuées, six autres blessées.

 Dimanche 5 septembre 
- Conférence de Zimmerwald.

 Mercredi 8 septembre 
- Inauguration à Nyon (VD) du monument élevé à la mémoire d’Édouard Rod.

 Vendredi 1er octobre 
- Mise en service du tunnel ferroviaire Moutier-Granges.

 Dimanche 10 octobre 
- Fondation à Monthey de la Société d'histoire du Valais romand.

 Jeudi 14 octobre 
- Inauguration de l’Institut Jaques-Dalcroze à Genève.

 Dimanche 17 octobre 
- La ville de La Chaux-de-Fonds (NE) est bombardée par un aviateur allemand.

 Mardi 19 octobre 
- Entrée en vigueur de l’interdiction d’exporter du coton et du fil.

 Jeudi 11 novembre 
- Promulgation d’un arrêté fédéral suspendant la transformation de produits laitiers par l’industrie agro-alimentaire au profit de la consommation indigène de lait.

 Vendredi 12 novembre 
- Célébration, à l'Église catholique de Lausanne, d’un service funèbre célébré en l'honneur des soldats morts au service de la France.

 Vendredi 10 décembre 
- Temps exceptionnellement doux pour la saison. À Bâle, le thermomètre marque 20,6 degrés Celsius.

## Décès
Jeudi 14 janvier 
- Décès à Saint-Légier-La Chiésaz (VD), à l’âge de 73 ans, de l’écrivain Alfred Ceresole.

 Jeudi 11 février 
- Décès à Pully (VD), à l’âge de 77 ans, de l’historien et généalogiste Benjamin Dumur.

 Dimanche 18 avril 
- Décès à Lausanne, à l’âge de 72 ans, d’Edouard de Cérenville, l'un des créateurs de la station climatique de Leysin (VD) et l'un des fondateurs de la Ligue vaudoise contre la tuberculose.

 Vendredi 23 avril 
- Début du XIXe Congrès de la Fédération suisse des ouvriers sur métaux à Berne.

 Vendredi 21 mai 
- Décès à Interlaken (BE), à l’âge de 46 ans, du peintre Max Buri.

 Lundi 27 décembre 
- Décès à Lausanne, à l’âge de 79 ans, d’Emile Paccaud, auteur de l’éphémère hebdomadaire radical Le Messager populaire.